# Cantonul Saint-Martory
Cantonul Saint-Martory este un canton din arondismentul Saint-Gaudens, departamentul Haute-Garonne, regiunea Midi-Pyrénées, Franța.

## Comune
- Arnaud-Guilhem
- Auzas
- Beauchalot
- Castillon-de-Saint-Martory
- Le Fréchet
- Laffite-Toupière
- Lestelle-de-Saint-Martory
- Mancioux
- Proupiary
- Saint-Martory (reședință)
- Saint-Médard
- Sepx